# Marsilka čtyřlistá
Marsilka čtyřlistá (Marsilea quadrifolia) je jednou z vodních kapradin využívaná jako dekorace v zahradnictví a akvaristice.

## Popis
Vodní vytrvalá kapradina připomínající svým vzhledem čtyřlístek, která roste do výšky 5 – 20 cm. Má plazivý oddenek, ten může dorůstat až délky 1 metru a je velice málo větvený. Na spodní straně rostou malé kořínky (rhizoidy), na horní straně rostou střídavě listy ve dvou řadách. Mladé listy jsou stočené do spirály s řapíky dorůstají do délky 20 cm. Listy jsou obvejčité s klínovitou bází, celokrajné, až 12 mm dlouhé, dlanitě složené s čepelí čtyřčetnou, zpočátku chlupaté později lysé.
V závislosti na vodní hladině vytváří tři růstové formy: natantní (vzplývavou), submerzní (ponořená částečně ve vodě), terestrickou (na obnaženém dně).
Má velice charakteristický vzhled, proto se nedá lehce zaměnit. Je používaná jako dekorace v zahradnictví a akvaristice.

## Rozmnožování
Marsilky mají oboupohlavné sporokarpy, kde se tvoří výtrusné kupky se sporami. Sporokarpy jsou umístěné na oddenku, válcovité až ledvinité. Výtrusy jsou rozděleny na menší samčí mikrospory a větší samičí megaspory. Sporokarpy se vytvářejí v září až v říjnu.
Uměle se dá nejlépe vypěstovat řízkováním – stačí velmi malý oddenek, který nese sporokarpy (10 cm) a v průběhu léta se na hladině vytvoří krásný „trávník“ čtyřlístků.

## Ochrana a ohrožení
Patří mezi chráněné rostliny, ale i přes to v Evropě výrazně ustupuje. Regulace nížinných vodních toků má na svědomí úbytek lokalit této kapradiny. Meliorační opravy zamokřených oblastí vedou k zániku periodického kolísání vodní hladiny.

## Rozšíření

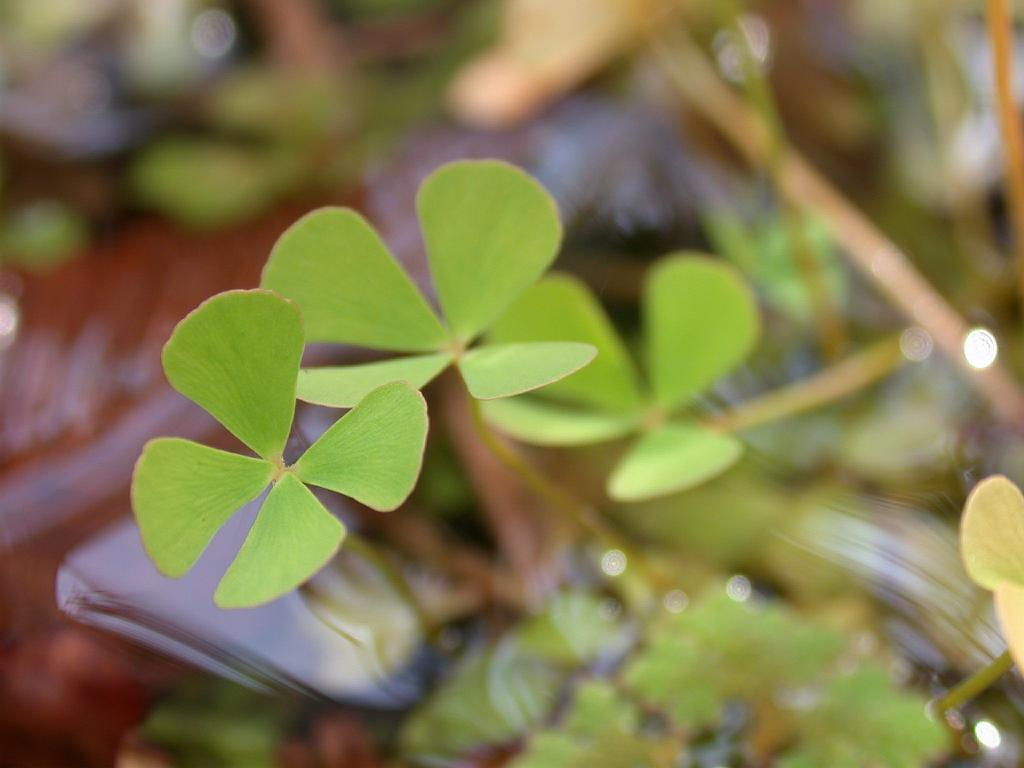
Marsilka čtyřlistá

### V ČR a SR
Obecně roste na březích stojatých a pomalu tekoucích vod s periodicky kolísavou hladinou a ve slepých ramenech řek. Přechodně se může objevit i na bahnitých dnech.
V SR ji lze najít ve Východoslovenské nížině v povodí řek Bodrog a Latorica. V 50. letech 20. století se přechodně objevila v pokusných rýžových polích jako plevel. V ČR ji nenajdeme.

### Ve světě
Jelikož se rozmnožuje výtrusy a přenašečů výtrusů je mnoho, objevuje se na všech kontinentech kromě Jižní Ameriky. V Severní Americe jenom druhotně. V Evropě je nejhojněji ve Středozemí. Ve střední a východní Evropě pouze v izolovaných lokalitách v Maďarsku, na Slovensku, v Rakousku a na Ukrajině. V Polsku a Německu vyhynula.